# Панцанелла
Панцане́лла (итал. Panzanella) — тосканский овощной салат, популярный в летнее время. Основные ингредиенты — кусочки размоченного в воде с уксусом, а потом отжатого чёрствого хлеба, помидоры, оливковое масло, соль, чёрный перец, часто добавляются также репчатый лук (обычно красный), базилик. Вариативно могут добавляться иные овощи (стебли сельдерея, огурцы, чеснок), а также моцарелла и другие сыры, оливки и пр.
Считается, что панцанелла, тогда ещё не содержавшая помидоров, была воспета в стихах флорентийского художника и поэта Бронзино, который пишет о луке с маслом и уксусом, подающемся с тостами, а страницей позже — о салате из лука, портулака и огурцов.